# Старі, старі...
«Старі, старі…» («Qocalar, Qocalar…») — радянський телефільм 1982 року, знятий режисерами Юхимом Абрамовим і Ельханом Гасимовим на кіностудії «Азербайджанфільм».

## Сюжет
Телефільм за мотивами повісті О. Муганли. Фільм розповідає про старого, який вийшов на пенсію й не зміг пристосуватися до міського життя та про його повернення до села.

## У ролях
- Аладдін Аббасов — головна роль
- Дадаш Казімов — головна роль
- Фахраддін Манафов — роль другого плану
- Фірангіз Муталлімова — роль другого плану
- Шахмар Алекперов — Садик
- Расім Балаєв — роль другого плану
- Аліаббас Гадіров — роль другого плану
- Фікрет Мамедов — роль другого плану
- Тельман Алієв — роль другого плану
- Салам Ісмаїлов — роль другого плану

## Знімальна група
- Режисери — Юхим Абрамов, Ельхан Гасимов
- Сценаристи — Юхим Абрамов, Ахмед-ага Муганли
- Оператор — Заур Магеррамов
- Композитор — Джаваншир Кулієв
- Художник — Мамед-Ага Гусейнов